# Bistum Meerut
Das Bistum Meerut (lat.: Dioecesis Meerutensis) ist eine in Indien gelegene römisch-katholische Diözese mit Sitz in Meerut.

## Geschichte
Das Bistum Meerut wurde am 20. Februar 1956 durch Papst Pius XII. mit der Apostolischen Konstitution Quandoquidem Christus aus Gebietsabtretungen des Erzbistums Agra errichtet und diesem als Suffraganbistum unterstellt. Am 23. März 1972 gab das Bistum Meerut Teile seines Territoriums zur Gründung des Apostolischen Exarchates Bijnor ab.

## Territorium
Das Bistum Meerut umfasst die Distrikte Meerut, Saharanpur, Muzaffarnagar, Rampur, Moradabad und Ghaziabad im Bundesstaat Uttar Pradesh sowie die Distrikte Haridwar und Dehradun im Bundesstaat Uttarakhand.

## Bischöfe von Meerut
- Joseph Bartholomew Evangelisti OFMCap, 1956–1973
- Patrick Nair, 1974–2008
- Francis Kalist, 2008–2022, dann Erzbischof von Pondicherry und Cuddalore
- Bhaskar Jesuraj, seit 2024